# Sikorsky X2
Der Sikorsky X2 ist ein als Flugschrauber ausgelegter experimenteller Hochgeschwindigkeits-Helikopter des US-amerikanischen Herstellers Sikorsky Aircraft Corporation. Er verwendet zwei gegenläufig drehende Koaxialrotoren mit extrem steifen Blättern und einen zusätzlichen Schubpropeller am Heck, der dem Flugschrauber Geschwindigkeiten bis zu 460 km/h ermöglicht. Er dient als Technikdemonstrator für den Sikorsky S-97.

## Geschichte
Die Entwicklung des Sikorsky X2 wurde am 1. Juni 2005 bekannt gegeben. Der Flugschrauber hatte am 27. August 2008 in Horseheads, im US-Bundesstaat New York, bei der Schweizer Aircraft Corporation mit Testpilot Kevin Bredenbeck an Bord seinen Erstflug. Schweizer, seit August 2004 eine Tochterfirma von Sikorsky, führte auch den Bau der X2 unter der Werksbezeichnung Schweizer 41A durch.
Im Mai 2010 wurde durch die X2 eine Höchstgeschwindigkeit von 335 km/h und am 26. Juli 2010 von 225 kn (417 km/h) erreicht. Am 15. September 2010 erreichte die X2 bei einem eineinhalbstündigen Testflug am William P. Gwinn Airport (26° 54′ 23,8″ N, 80° 19′ 8,8″ W) in der Nähe von West Palm Beach im US-Bundesstaat Florida die als Entwicklungsziel gesetzte Geschwindigkeit von 250 Knoten True Airspeed (463 km/h) im Horizontalflug und war damit um 34 Knoten schneller als der Westland Lynx, welcher den Höchstgeschwindigkeitsrekord bei Hubschraubern mit 216 Knoten (400 km/h) seit 1984 hielt. Dieses Ziel der X2 wurde erreicht nach 17 Testflügen mit einer Gesamtdauer von 16,5 Stunden. Im Bahnneigungsflug von 2° bis 3° erreichte die X2 sogar eine Geschwindigkeit von 260 Knoten (481 km/h).
Um 1980 erreichte der Flugschrauber Sikorsky S-69 mit 2 seitlich angebauten Turbinenstrahltriebwerken eine Höchstgeschwindigkeit von 518 km/h, was wegen der zusätzlichen Beschleunigung durch die seitlichen Zusatztriebwerke nicht als eigenständiger Geschwindigkeitsrekord für Hubschrauber gilt.
S-69 und X-2 bewältigen diese für Hubschrauber ungewöhnlich hohen Geschwindigkeiten dank zweier gegenläufiger, koaxialer Rotoren, von denen bei hohem Flugtempo jeweils nur die Flügel an der Seite, an der sie vorwärts rotieren, zum Auftrieb beitragen. Gemäß dem neuen „Advancing Blade Concept“ (ABC) werden die Blätter gegenüber entlastet. Beide Flugschrauber kommen ganz ohne (kleine) Tragflügel aus.
Am 20. Oktober 2010 gab Sikorsky bekannt, aus der X2 die Sikorsky S-97 zu entwickeln. Daraufhin wurde das X2-Programm nach nur 23 Flügen eingestellt.
Der russische Hersteller Kamow, der von jeher die Koaxial-Bauweise einsetzt, arbeitet mit dem Ka-92 ebenfalls an einem schnellen, zivilen Reisehubschrauber mit Schubpropeller.

## Technische Daten
| Kenngröße                               | Daten                                                             |
| --------------------------------------- | ----------------------------------------------------------------- |
| Besatzung                               | 2                                                                 |
| Rotordurchmesser                        | 8,05 m                                                            |
| Rotorkonfiguration                      | 2 × koaxial, je 4 Blätter                                         |
| Propeller                               | Schubpropeller mit 6 Blättern                                     |
| Länge                                   | k. A.                                                             |
| Höhe                                    | k. A.                                                             |
| Leermasse                               | k. A.                                                             |
| max. Startmasse                         | 3600 kg                                                           |
| Höchstgeschwindigkeit im Horizontalflug | 463 km/h = 250 kn                                                 |
| Höchstgeschwindigkeit im Tauchflug      | 481 km/h = 260 kn                                                 |
| Reichweite                              | 1300 km                                                           |
| Triebwerk                               | eine LHTEC T800-LHT-801-Wellenturbine mit bis zu 1340 kW Leistung |

## Vergleichbare Flugschraubertypen
- Sikorsky S-69 (XH-59A)
- Lockheed AH-56
- Sikorsky Piasecki X-49
- Eurocopter X3
- Sikorsky/Boeing SB-1